# Горелов, Александр Александрович
Алекса́ндр Алекса́ндрович Горе́лов (25 августа 1931, Ленинград, РСФСР — 14 октября 2016, Санкт-Петербург, Российская Федерация) — советский и российский литературовед, фольклорист, прозаик, поэт. Доктор филологических наук (1989).
Заслуженный деятель науки Российской Федерации (2004). Член-корреспондент Международной славянской академии. Лауреат Всероссийской православной лит. премии имени Святого благоверного великого князя Александра Невского (2007), Всероссийской историко-литературной премии «Александр Невский» (2009), литературной премии «Молодой Петербург» в номинации «Легенда» (2013), Международной премии Союза писателей России «Имперская культура» имени Эдуарда Володина (2013).
С 1971 по 2009 годы — заведующий отделом народно-поэтического творчества Института русской литературы (Пушкинский Дом) РАН. Главный редактор Свода русского фольклора с начала издания до последних дней жизни. Автор более чем 250 опубликованных научных работ.

## Биография

### Семейные истоки
Вырос в семье экономиста. Мать — врач, участник Великой Отечественной войны. Важное значение для определения жизненного пути А. А. Горелова имели рассказы деда, потомственного государственного крестьянина, в бытность отходником узнавшего страну от Волги до Харбина, раскулаченного в годы коллективизации. А. А. Горелов вспоминал: «До конца своих долгих дней он оставался удивительно памятливым и красноречивым рассказчиком историй о земляках и предках, устных повестей о волжских силачах, а еще – преданий о кулачных бойцах, о пристанских, заводских богатырях. Весь этот пензенский и поволжский фольклор станет для меня в детские довоенные и юношеские послевоенные периоды слагаться в родовую сагу, где семейное и национальное сольется в нерасторжимую цельность».

### Детские годы
Раннее детство прошло в Ленинграде, на набережной р. Мойки, в доме напротив последней квартиры А. С. Пушкина, затем в рабочем районе Выборгской стороны. Научившись читать в 5-летнем возрасте, мальчик увлекся популярно-исторической, приключенческой и классической литературой.
Военные годы провел сначала в Ярославской области, затем – в Сибири, в деревне под Курганом, пребывание в которых стало одним из самых впечатляющих периодов детства: произошло приобщение к натуральной деревенской Руси. Там он узнал традиционные русские обряды, самобытное народное творчество, причудливо сочетающееся с приметами нового. К этому времени относятся его первые попытки проявить себя в литературе.

### Начало научной деятельности
По возвращении в Ленинград и окончании средней школы он поступил на филологический факультет ЛГУ.
Избрав для дипломной работы тему о М. А. Шолохове, которым Горелов увлекся еще в военные годы, он сблизился с Ф. А. Абрамовым, одобрившим его литературные опыты.  Примером научной добросовестности для него стал знаменитый фольклорист, тогда профессор университета В. Я. Пропп, который во время первой же встречи произнес чрезвычайно важную фразу: «Русистика ваше призвание». При поступлении Горелова в аспирантуру ЛГУ Ф .А. Абрамов рекомендовал его на кафедру советской литературы, но, согласно творческому влечению, ушел в изучение фольклора.
По окончании аспирантуры ему предлагают работу литературного редактора журнала «Нева» (1957—1959), где приобщается к жанру литературной критики, вступая в полемику по вопросам народности и фольклоризма литературы.

### Работа в Пушкинском Доме (ИРЛИ РАН) и Ленинградском университете
С 1959 по 1964 год работал в Отделе народно-поэтического творчества Пушкинского Дома. Проводил исследования исторических песен о Ермаке (кандидатская диссертация, 1963), объяснил возникновение «Древних российских стихотворений, собранных Киршею Даниловым», установил, что легендарный составитель первого сборника русских былин был реальным историческим лицом.
Через несколько лет он вернулся в университет, чтобы по ряду позиций заместить на филологическом факультете вышедшего на пенсию В. Я. Проппа. В ЛГУ А. А. Горелов читал курсы фольклора, литературы народов СССР, вёл спецсеминары по поэтике, творчеству Лескова и Шолохова. Руководил работой ЛИТО (оттуда вышли В. Кривулин, В. Личутин, Т. Калинина, В. Топоров, М. Веллер, Н. Утехин, Л. Васильев и другие). В 1968—1969 годах читал в Ягеллонском университете (Краков) лекции по русской литературе XIX—XX веков. Со временем оказалось, что устремления и помыслы больше связаны с Пушкинским Домом, где открывались новые горизонты научного роста. Моральные обязательства перед Проппом были исчерпаны после кончины последнего в 1970 году, и А. А. Горелов начал переговоры о возвращении в институт. 
В 1971 году по предложению директора ИРЛИ В. Г. Базанова учёный был избран заведующим отделом народно-поэтического творчества, в котором трудился до конца жизни. Участвовал в ряде фольклорных экспедиций, редактировал научные сборники «Русский фольклор», «Памятники русского фольклора», основал серию «Из истории русской фольклористики».
Окрылённый новыми перспективами, Горелов поставил перед собой задачу реализовать мечту поколений фольклористов — издание Свода русского фольклора. В 1977 году Академией наук СССР было принято решение о развёртывании работы Института русской литературы над Сводом. Тем не менее, работа складывалась весьма драматично и неоднократно оказывалась под угрозой срыва; ряд авторитетных специалистов, в том числе академик Д. С. Лихачёв, сомневались в необходимости печатно фиксировать «канонические» фольклорные тексты. А. А. Горелов почти 30 лет вёл борьбу за статус проекта и отстаивал распределение материала по региональному, а не тематическому принципу. Поставив эту цель, он добился публикации монументального издания по наиболее перспективной программе. Первые два тома, подготовленные к печати в 1984 году, вышли в свет лишь в 2001 году. С учётом особой национальной значимости проекта, как бы ни было скудно ресурсное обеспечение, Горелов настаивал, чтобы издателем Свода было государство.
Защитил первую в стране (1988) докторскую диссертацию о Н. Лескове, официальное отношение к которому в советское время было неоднозначным. Исследователь приложил много сил, чтобы преодолеть недооценённость Лескова и вновь открыть его для широкого читателя. 23 мая 2016 года он передал в дар государству корректурные оттиски (гранки) и фрагменты машинописной рукописи первого издания книги А. Н. Лескова «Жизнь Николая Лескова» (1953, вышла с цензурными купюрами), с собственноручными пометами автора — сына писателя. 

## Литературная деятельность
Заявил о себе как яркий и оригинальный поэт поэмой «Скоморохи» (1989). В ней он избрал аллегорический художественный язык. Говорил о «Скоморохах» в автобиографии: «Это попытка сказать о современности сюжетами бывшего». Яркую характеристику произведению дали видные поэты и ученые нашего времени. «Перечитал с удовольствием Вашу поэму о скоморохах, давно на Руси не появлялось стихов с таким чудесным, чистейшим русским языком. И это не стилизация, не кокетство знанием глубин народного говора… Значение их усиливается еще потому, что в сознании возникают параллели из недавнего прошлого (культ Сталина)» (А. Квятковский). «„Скоморохи” – сильная вещь, и даже „веяние” древней Руси чувствуется, но… никто ведь не будет столь наивен, чтобы отнести это и впрямь к Иоанну Грозному…» (А. Югов).
В начале XXI века начинается расцвет поэтического творчества Горелова. В 2000 году опубликована поэма «Сын новгородский», по мотивам былины о Василии Буслаеве. Главная тема – богоборчества, человеческой гордыни – подана, по отзывам, очень остро и пронзительно. Арс. Тарковский, когда А.А. Горелов ознакомил его со «Скоморохами» и «Сыном новгородским», посетовал: «Хороша наша история!.. Нет, этого нигде не напечатают! Слишком много аллюзий!» А через неделю дал автору рекомендацию в Союз писателей СССР с обоснованием: «То, что пишет А.А. Горелов, – статьи не только об авторах художественных произведений, они и сами – художественные произведения».
Высокую оценку читателей получила поэма «Горе-государь» (2001) – сатирический отклик на события перестройки и одна из первых попыток художественного осмысления событий 1990-х годов.
В двухтомнике «Избранные стихи и поэмы» (2012) обращают на себя внимание несколько лирических циклов, посвященных памяти супруги Г.В. Гореловой, складывающиеся в единый гимн Женщине.
В 2013 г. выходит книга стихов и прозы. Центральное место в ней занимает поэма «Изограф» о судьбе и духовных поисках средневекового русского иконописца. Но если в «Сыне новгородском» – это бунт против творения, то пафос «Изографа» – примирение с Богом. 
Серии стихов А.А. Горелова раскрывают библейские, античные и ренессансные сюжеты («Вирсавия», «Фрина», «Плач Адама», «Афон», «Форнарина» и др.). С особенной любовью рисуются подвиги обороны и защиты Отечества («Червлёные корабли», «А утром воины опять снялись со стана» и др.), перекликающиеся с жертвенностью людей в годы Великой Отечественной войны (цикл «Лунные кони», со стихами «Царица Тамара», «Вьюга все вьёт», «На арках – квадриги Победы»). Произведения поэта дают новые повороты вечным сюжетам («Владимир», «Жестокий романс», «Персидский мотив» и т. д.).
Сотрудничая в журналах «Звезда» и «Русская литература», он выступил автором блестящих статей в защиту богатств русского литературного слова, что вызвало поддержку В. Белова, Е. Носова, А. Солженицына и других писателей.
Лично встречался и переписывался с М. Шолоховым, С. Писаховым, И. Соколовым-Микитовым, Б. Шергиным, Д. Балашовым, членами семей А. Платонова, М. Пришвина.

## Основные работы
Исследования
- Соединяя времена (Кн. I). М., 1978;
- Н. С. Лесков и народная культура. Л., 1988;
- Соединяя времена (Кн. II). СПб., 2011;
- Народные песни о Ермаке. СПб., 2011;
- В поисках легендарного Кирши Данилова. Книга пути. Ч. I, II. СПб., 2011.

Художественные произведения
- Скоморохи: поэма // Звезда. 1989. № 8;
- [3 стихотворения] // День русской поэзии: альм. СПб., 1994;
- Стихи // Новый журнал. СПб., 1997. № 2;
- Стихи // Новый журнал. СПб., 2000. № 3;
- Сын новгородский: поэма. СПб., 2000;
- Горе-государь: поэма. СПб., 2001;
- Червлёные корабли: стихи. СПб., 2003;
- Скоморохи: поэма. Сон о Родине: стихи. СПб., 2004;
- Вьюга все вьёт: стихи // Новая книга России. 2004. № 3;
- Наша весна. Стихи. СПб., 2011;
- Златая вьюга. Стихи. СПб., 2011;
- Избранные стихи и поэмы. Кн. I, II. СПб., 2012.
- Изограф. Стихи и проза. СПб., 2013.

Статьи
- Исторические песни о Ермаке — поэтический пролог и спутник первой крестьянской войны в России // «Русская литература», 1961, № 1;
- Русская частушка в записях советских времен // Частушки в записях советского времени, М. — Л., 1965;
- Труд всей жизни… Наблюдения над языком совр. лит-ры //«Звезда», 1966, № 7;
- Михаил Пришвин // История русской советской литературы, 2-е изд., М., 1974;
- Народность художника // «Русская литература», 1975, № 3.
- В добрый час. К 110-летию со дня рождения М. Шолохова // Литературный Санкт-Петербург. — 2015. — № 4. — С. 1, 4-5.